# Rose Mooney-Slater
 Rose C. Mooney-Slater (* 23. Oktober 1902 in New Orleans, Louisiana, USA; † 21. November 1981 in Florida, USA) war eine US-amerikanische Physikerin und Hochschullehrerin. Sie war die erste Röntgenkristallographin in den Vereinigten Staaten.

## Leben und Werk
Mooney-Slater wurde als Rose Camille LeDieu als Tochter von Eltern geboren, die beide aus Louisiana stammten. Mit etwa 20 Jahren heiratete sie den Apotheker Carroll E. Mooney (1894–1965), der acht Jahre älter war als sie. So wurde sie R. C. L. Mooney, der Name, den sie bis 1961 für alle ihre veröffentlichten Arbeiten verwendete, als Slater hinzugefügt wurde. Sie studierte Physik am Newcomb College und erwarb 1926 einen Bachelor of Science. Sie unterrichtete bis 1930 als Dozentin für Physik in Newcomb, während sie Physik am Tulane University studierte, wo sie 1929 ihren Master-Abschluss erwarb. Sie bewarb sich an der Graduiertenschule am Caltech als R. C. L. Mooney und wurde angenommen, da man sie dem Namen nach für eine Frau hielt. Sie wusste nicht, dass Caltech zu dieser Zeit keine Studentinnen akzeptierte und erst 1970 zuließ. Linus Pauling gab ihr eine befristete Anstellung als wissenschaftliche Mitarbeiterin und unterstützte sie, ihren Wechsel an die University of Chicago als Studentin von William Houlder Zachariasen zu arrangieren. Dort hatte sie Zugang zu Laue- und Oszillationskameras und 1931 veröffentlichte sie als einzige Autorin die Struktur von Kaliumpermanganat. Im Dezember desselben Jahres nahm sie an der Tagung der American Physical Society in New Orleans teil und präsentierte die Struktur von Ammoniumbicarbonat. Sie promovierte 1932 und kehrte als Assistenzprofessorin für Physik an das Newcomb College zurück.

## Professorin am Sophie Newcomb College
Sie war 20 Jahre lang Fakultätsmitglied am Newcomb College, wurde 1935 außerordentliche Professorin, dann 1941 Professorin und Leiterin der Fakultät für Physik. Das Newcomb College war eine Einrichtung für die Ausbildung von Frauen, war jedoch nicht geeignet dort kristallographische Untersuchungen durchzuführen. Sie verbrachte die Sommer damit, Institutionen mit besserer Ausrüstung für ihre Forschung in Kristallographie zu besuchen. Von 1934 bis 1938 forschte sie so an der Johns Hopkins University, an dem  California Institute of Technology und der University of Michigan und veröffentlichte neun Artikel, die meisten über die Strukturen von Triiodidsalzen und denen verwandter Interhalogenanionen.
Sie wurde von Linus Pauling für ihre bedeutenden Fortschritte beim Verständnis der Bindungen in diesen Ionen anerkannt und 1938 wurde sie im Alter von 36 Jahren zum Fellow der American Physical Society gewählt. Mooney verbrachte weiterhin die Sommer an anderen Institutionen, darunter das Argonne National Laboratory, das Oak Ridge National Laboratory, Polaroid, DuPont und das Massachusetts Institute of Technology (MIT).

## Guggenheim-Stipendium
1939 erhielt sie ein Guggenheim-Stipendium mit dem Studienfach Chemie für „Forschungen über die Struktur von Kristallen, insbesondere durch Methoden der Röntgenanalyse“. Die Amtszeit des Preises betrug zwölf Monate ab dem 1. September 1939.  Sie wollte in Holland studieren, aber in dem Monat, in dem das Stipendium begann, kehrte sie aus Rotterdam in die USA zurück und traf am 29. September 1939 ein, im selben Monat, in dem Deutschland in Polen einmarschierte. Deutschland marschierte am 10. Mai 1940 in die Niederlande ein, und das Land kapitulierte fünf Tage später. Sie führte ihre Studien stattdessen am MIT durch und während ihres Gastaufenthaltes war der Vorsitzende der Fakultät für Physik John C. Slater.

## Von 1943 bis 1944 Forschungsphysikerin und Kristallografin am Manhattan-Projekt am Metallurgical Lab der University of Chicago
Als die USA im Dezember 1941 in den Zweiten Weltkrieg eintraten, waren bereits Voruntersuchungen zur Kernphysik von Uran und dem im Mai 1940 entdeckten Element Plutonium im Gange.  1945 führten diese Arbeiten schließlich zur Explosion der Plutonium-Implosionsbomben am Standort Trinity und über Nagasaki sowie zur Atombombe U 235, die in Hiroshima eingesetzt wurde. Nur einen Monat nach der Bombardierung von Pearl Harbor wurde das Metallurgical Laboratory (Met Lab) an der University of Chicago gegründet, mit Schwerpunkt auf der Herstellung von Plutonium aus Uran, seiner Reinigung und dem Verständnis der Chemie von Plutonium und anderen Transuran-Elementen. Das Met Lab war der Vorläufer des Argonne National Laboratory.
Zachariasen trat dem Met Lab bei, um ein Labor für Röntgenkristallographie einzurichten, um die Kristallchemie von Transuranverbindungen zu untersuchen, und wählte seine ehemalige Studentin Mooney-Slater als Assistentin aus. Sie ließ sich 1943 bis 1944 vom Newcomb College beurlauben, um stellvertretende Leiterin der Strukturabteilung des Met Lab zu werden, und wurde so zu einer der ranghöchsten Frauen im Manhattan-Projekt.
Die damalige Arbeit war streng geheim und wurde erst um 1948 veröffentlicht, nachdem sie freigegeben worden war. Mooney-Slater und Zachariasen haben im Met Lab eindeutig an einer sehr wichtigen Untersuchung der Kristallstrukturen der Oxide von Plutonium zusammengearbeitet. In den Jahren 1948 und 1949 veröffentlichte Mooney-Slater als einziger Autor Artikel in der neuen Zeitschrift  Acta Crystallographica  über die Strukturen von ThCl 4  und UCl 4, „Element 43“ (Technetium) und Lanthanidphosphate. Das von Glen Seaborg patentierte Wismutphosphatverfahren wurde zur Trennung des gesamten in der Nagasaki-Bombe verwendeten Plutoniums von anderen Materialien aus den Kernreaktoren verwendet.  Mooney-Slater bestimmte die Strukturen von drei Polymorphen von Wismutphosphat sowie anderen Wismutverbindungen. Ende 1944 waren die Erkundungsarbeiten des Met Lab im Wesentlichen abgeschlossen und das Projekt ging in die Phase der Plutoniumproduktion über. Mooney-Slater kehrte für weitere acht Jahre als Leiterin der Physikabteilung an das Newcomb College zurück.
Es war zu der Zeit möglicherweise nicht bekannt, dass sie verheiratet war. Es gab damals nur sehr wenige Physikerinnen und wenn sie verheiratet waren, wurden sie als talentierte Amateure behandelt. Aus einem Registrierungsentwurf aus dem Zweiten Weltkrieg geht hervor, dass sie noch 1942 mit ihrem ersten Ehemann verheiratet war. Mooney-Slater heiratete 1946 erneut, also war sie zu diesem Zeitpunkt mit Sicherheit geschieden.

## Nationales Büro für Standards
1952 verließ Mooney-Slater das Newcomb College für eine Stelle als leitende Physikerin am National Bureau of Standards, wo sie vier Jahre lang mit Howard F. McMurdie (1905–2004) zusammenarbeitete. Ihre Veröffentlichungen aus dieser Zeit zeigen, dass sie ihre während des Manhattan-Projekts begonnene Arbeit an Strukturen von Phosphatverbindungen, einschließlich Phosphaten von Scandium, Indium, Thallium, Aluminium und Gallium, fortsetzte. 1954 heiratete sie John Clarke Slater vom Department of Physics am MIT, den sie wahrscheinlich bereits während ihrer Sommerarbeit außerhalb des Newcomb College zu Beginn des Zweiten Weltkriegs kennengelernt hatte.

## Professorin in Florida
Als ihr Ehemann 1965 am MIT das Rentenalter von 65 Jahren erreichte, wechselten die Slaters an die University of Florida, wo das Rentenalter bei 70 Jahren lag. Ihr Ehemann wurde Forschungsprofessor im Quantum Theory Project am Physikalischen Institut und sie war als Forschungsprofessorin am Fachbereich Chemie tätig und lehrte Physik. Sie ging 1974 in den Ruhestand, ihr Ehemann starb 1976 und sie starb am 21. November 1981 im Alter von 79 Jahren. Sie sind zusammen auf dem Evergreen Cemetery in Gainesville begraben.

## Auszeichnungen
- Guggenheim Fellow[2]
- Fellow der American Physical Society